# Campagne 2007-2009 de l'équipe de France féminine de football
Maillots
Chronologie
Campagne 2005-2007 Campagne 2009-2011
La campagne 2007-2009 de l'équipe de France féminine de football voit la sélection française disputer avec succès les éliminatoires du Championnat d'Europe de football féminin 2009 puis la phase finale de la compétition qui a lieu en Finlande en été 2009. La France est quart de finaliste de cet Euro.
Cette campagne fait suite à la Coupe du monde féminine de football 2007, compétition à laquelle la France ne participe pas, étant éliminée au stade des éliminatoires.

## Historique

### Contexte
L'équipe de France échoue en 2006 à se qualifier pour la Coupe du monde féminine de football 2007, devancée par l'Angleterre en phase qualificative.

### Éliminatoires
Dans sa campagne qualificative, la France est surprise dès son deuxième match en s'inclinant en Islande 1-0, cette dernière prend alors la tête du groupe devant la France. La France réalise ensuite un sans faute, pendant que l'Islande fait un faux pas en Slovénie (1-2). Lors du dernier match de la phase qualificative, la France accueille l'Islande et prend sa revanche 2-1 à la Roche-sur-Yon, elle évite donc les barrages et se qualifie pour l'Euro 2009. Le tirage au sort désigne les deux finalistes du Championnat d'Europe 2005 dans le groupe de la France — l'Allemagne (tenante du titre et double championne du monde en titre) et la Norvège — ainsi que l'Islande qui de son côté s'est qualifiée par le biais des barrages.

### 2009
L'équipe de France féminine de football commence l'année 2009 par des matchs amicaux dont un tournoi amical à Chypre en mars 2009. Elle se rend ensuite en Finlande pour prendre part à l'Euro 2009 où elle atteint le stade des quarts de finale.
À l'Euro 2009, la France s'impose lors de son premier match contre l'Islande (3-1) avant de lourdement s'incliner face à l'Allemagne (1-5). Mais elle termine à la deuxième place du groupe grâce à un nul 1-1 face à la Norvège et se qualifie pour les quarts de finale face aux Pays-Bas. Les Orange s'imposent aux tirs au but (5-4, 0-0 à la fin du temps réglementaire et de la prolongation) dans un match où la France avait pris le jeu à son compte mais manquait d'un « brin de folie pour dérouter les Pays-Bas » selon la capitaine Sandrine Soubeyrand qui fêtait sa 140e sélection à l'occasion de ce match. Le sélectionneur Bruno Bini ajoutait pour sa part : « On a évolué face à une équipe ayant refusé le jeu. Je pense qu'on aurait pu jouer pendant dix ans sans réussir à marquer. »

## Encadrement et joueuses

### Encadrement technique
Bruno Bini est nommé sélectionneur le 16 février 2007 et a pour objectif de qualifier la sélection au Championnat d'Europe 2009 et d'y atteindre les quarts de finale. Il avait auparavant mené l'équipe de France féminine des moins de 19 ans au titre européen en 2003. Le sélectionneur a comme adjoints André Barthélémy et Corinne Diacre.

## Rencontres
| Date             | Stade              | Adversaire       | Score | Comp | Buteuses françaises                                    |
| 12 février 2009  | Blois, France      | Irlande          | 2-0   | A    | Blanc 67e, Bussaglia 75e                               |
| 5 mars 2009      | Larnaca, Chypre    | Écosse           | 2-0   | A    | Blanc 69e, Le Sommer 83e                               |
| 7 mars 2009      | Paralimni, Chypre  | Angleterre       | 2-2   | A    | Franco 15e, Thomis 72e                                 |
| 10 mars 2009     | Nicosie, Chypre    | Afrique du Sud   | 3-2   | A    | Le Sommer 10e, Nécib 79e, Franco 81e                   |
| 12 mars 2009     | Nicosie, Chypre    | Nouvelle-Zélande | 1-1   | A    | Herbert 88e                                            |
| 22 avril 2009    | Dijon, France      | Suisse           | 2-0   | A    | Abily 38e, Thomis 65e                                  |
| 25 avril 2009    | Colmar, France     | Suisse           | 1-0   | A    | Bompastor 90 + 3e (pen.)                               |
| 1er août 2009    | Montargis, France  | Japon            | 0-4   | A    |                                                        |
| 12 août 2009     | Chartres, France   | Écosse           | 4-0   | A    | Bussaglia 37e, Thomis 45e, Nécib 68e, Brétigny 90 + 3e |
| 24 août 2009     | Tampere, Finlande  | Islande          | 3-1   | Euro | Abily 18e (pen.), Bompastor 53e (pen.), Nécib 67e      |
| 27 août 2009     | Tampere, Finlande  | Allemagne        | 1-5   | Euro | Thiney 51e                                             |
| 30 août 2009     | Helsinki, Finlande | Norvège          | 1-1   | Euro | Abily 16e                                              |
| 3 septembre 2009 | Tampere, Finlande  | Pays-Bas         | 0-0   | Euro |                                                        |